# دهستان تشوخانا
دهستان تشوخانا (به لاتین: Tshokhana Gewog) یک دهستان در کشور بوتان است که در ناحیهٔ تسیرنگ واقع شده‌است.